# Nguyễn Thanh Nhân
Nguyễn Thanh Nhân (sinh 25 tháng 10 năm 2000) là một cầu thủ bóng đá chuyên nghiệp người Việt Nam hiện đang thi đấu ở vị trí hậu vệ trái cho câu lạc bộ Hoàng Anh Gia Lai tại V.League 1.

## Sự nghiệp câu lạc bộ
Nguyễn Thanh Nhân được đôn lên đội một Hoàng Anh Gia Lai ở mùa giải 2022. Trước đó, anh có một mùa giải thi đấu cho Cần Thơ theo dạng cho mượn.
Cùng năm 2022, anh ra mắt V.League 1 và anh vào sân từ ghế dự bị thay Nguyễn Công Phượng trong trận đấu với Yokohama F. Marinos để có màn ra mắt AFC Champions League cho Hoàng Anh Gia Lai.

## Sự nghiệp quốc tế
Nguyễn Thanh Nhân là thành viên của đội tuyển U-23 Việt Nam vô địch U-23 Đông Nam Á 2022 tại Campuchia. Sau đó, anh tiếp tục cùng đội thi đấu vòng chung kết Cúp bóng đá U-23 châu Á 2022 tại Uzbekistan vào tháng 6.
Ngày 21 tháng 9 năm 2022, Nguyễn Thanh Nhân có lần đầu tiên được ra sân cho đội tuyển quốc gia Việt Nam trong trận thắng 4–0 trước Singapore tại Giải giao hữu Hưng Thịnh 2022. Tại trận đấu này, anh cũng là người ghi bàn nâng tỷ số lên 2–0 cho đội tuyển Việt Nam.

## Thống kê sự nghiệp

### Câu lạc bộ
Tính đến ngày 19 tháng 8 năm 2022.
| Câu lạc bộ        | Mùa giải       | Giải đấu       | Giải đấu | Giải đấu | Cúp quốc gia | Cúp quốc gia | Châu lục | Châu lục | Khác | Khác | Tổng cộng | Tổng cộng |
| Câu lạc bộ        | Mùa giải       | Hạng           | Trận     | Bàn      | Trận         | Bàn          | Trận     | Bàn      | Trận | Bàn  | Trận      | Bàn       |
| ----------------- | -------------- | -------------- | -------- | -------- | ------------ | ------------ | -------- | -------- | ---- | ---- | --------- | --------- |
| Hoàng Anh Gia Lai | 2022           | V.League 1     | 7        | 0        | 1            | 0            | 1        | 0        | 0    | 0    | 9         | 0         |
| Tổng sự nghiệp    | Tổng sự nghiệp | Tổng sự nghiệp | 6        | 0        | 1            | 0            | 1        | 0        | 0    | 0    | 9         | 0         |

1. ↑  Số trận ra sân tại AFC Champions League.

### Quốc tế
Tính đến ngày 21 tháng 9 năm 2022.
| Đội tuyển quốc gia | Năm       | Trận | Bàn |
| ------------------ | --------- | ---- | --- |
| Việt Nam           | 2022      | 1    | 1   |
| Tổng cộng          | Tổng cộng | 1    | 1   |

Bàn thắng quốc tế
Bàn thắng của đội tuyển Việt Nam được ghi trước.
| # | Ngày                | Địa điểm                                                 | Đối thủ   | Bàn thắng | Kết quả | Giải đấu                      |
| - | ------------------- | -------------------------------------------------------- | --------- | --------- | ------- | ----------------------------- |
| 1 | 21 tháng 9 năm 2022 | Sân vận động Thống Nhất, Thành phố Hồ Chí Minh, Việt Nam | Singapore | 2–0       | 4–0     | Giải giao hữu Hưng Thịnh 2022 |

## Danh hiệu

### Câu lạc bộ
Hoàng Anh Gia Lai
- Cúp Quốc gia:  2022

### Quốc tế
U-23 Việt Nam
- Giải vô địch bóng đá U-23 Đông Nam Á: 2022